# Jever (cerveza)
Jever es una marca de cervezas alemana que se elabora completamente en la ciudad de Jever, en el distrito de Frisia Oriental (estado federado de Baja Sajonia). Esta cerveza se elabora en Frisia desde el año 1848. El sabor de esta cerveza es ligeramente amargo. 

## Historia
Como cervecería de Frisia en Jever se puede decir que ya en 1848 era elaborada por el cervecero Diedrich König, y era por entonces una de las muchas industrias cerveceras de la región. Ya desde los inicios König sabía con certeza que su cerveza era especial. Tras su muerte en 1867, su hijo compró la fábrica y la denominó: Theodor Fetköter die Brauerei. De esta forma una pequeña industria familiar se fue convirtiendo poco a poco en una gran fábrica que llegaba a tener una producción considerable.

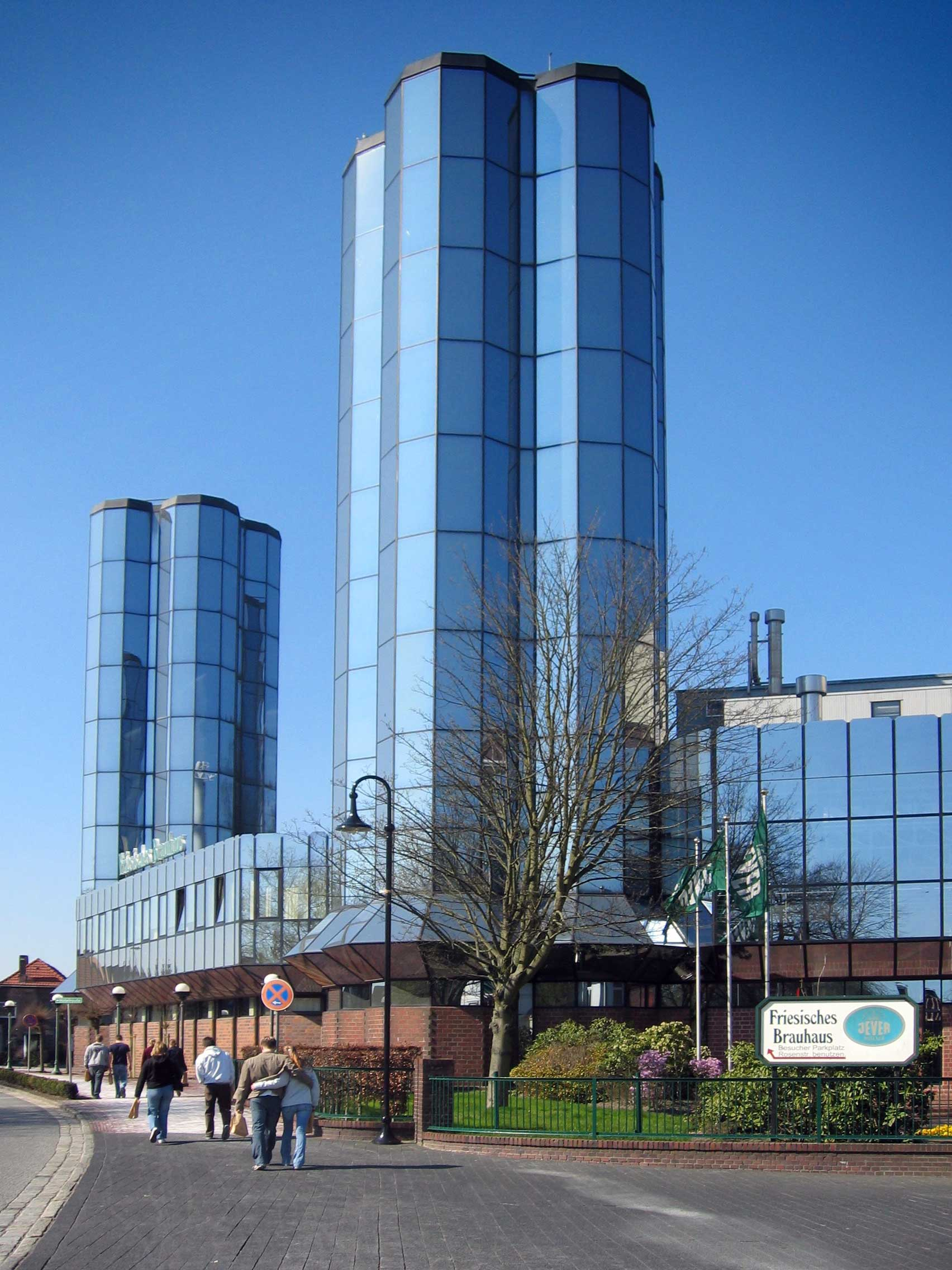
La Fábrica de cervezas de Jever en la ciudad de Jever.

La Primera Guerra Mundial fue para la cervecería una época llena de desgracias e inconvenientes. El hijo de Theodor Fetköter, gran conocedor de la producción cervecera, fue mandado al frente y allí murió. La cervecería tuvo que afrontar una renovación en 1922, y por esta razón llegó a ser propiedad de Hamburger Bavaria-St. Pauli-Brauerei, que hoy es del grupo danés Carlsberg. La cerveza en aquel entonces dejó de ser regional y ya en 1934 era conocida como “Jever Pilsener“. Tras la Segunda Guerra Mundial la producción fue muy baja, ya que las cantidades de gasolina y de cebada eran muy escasas.
Tras este lapso de tiempo provocado por el periodo de postguerra, la situación volvió a mejorar para Jever. En el transcurso de los años 1960 se convirtió en la Pils más solicitada como "Jever Pilsener"; en este tiempo las ventas crecieron bastante. En 1990 se inició la producción de la marca de cervezas Jever Exportbier.
Desde 1994 pertenece la cervecería a la empresa de Dortmund Brau & Brunnen-Gruppe, la cual desde comienzos de 2005 se convirtió en parte del grupo Oetker-Gruppe.

## Pronunciación
El producto Jever, [ˈjeːfɐ] (suena algo como yefa) la consonante "V" en este caso se pronuncia como una F. Algunos ejemplos de palabras que tienen este acento son ciudades del norte de Alemania: Wilhelmshaven, Bremerhaven, Cuxhaven, etc.

## Productos
La cervecería que elabora esta cerveza, tiene la producción de:
- Jever Pilsener – Cerveza al estilo Pilsen con un contenido alchólico de 4,9 % Vol..
- Jever Fun – Pilsner sin contenido de alcohol
- Jever Light – Cerveza suave con poco contenido alcohólico
- Jever Dark - Cerveza negra de Jever entre 2002 y 2008 (la producción ha cesado)
- Jever Lime – Mezcla de Cerveza con Lima
- Jever Maibock – Bockbier con un contenido de 7,4 % Vol. (la producción ha cesado; se producía antes de  1991 y entre 2006 y 2010)

Jever también elabora un digestivo hecho de cerveza (Jever Digestif) con contenido alcohólico de 40 % Vol.